# 石川寒巌
石川 寒巌（いしかわ かんがん、1890年（明治 23年）2月11日 - 1936年（昭和11年）3月25日）は、大正-昭和時代前期の日本画家。本名は石川寅寿。

## 経歴・人物
1890年（明治 23年）2月11日栃木県那須郡黒羽町大字北野上（現：栃木県大田原市北野上）石川渉・カネ夫妻の次男として生まれる。本名の虎寿は、干支にちなんでいる。黒羽尋常小学校、大田原中学校を卒業後、1909年（明治42年）に19歳で上京、郵便局員として働くかたわら太平洋画会研究所に通って洋画を学び、その一方で佐竹永邨に日本画を習う。1910年（明治43年）肺炎を患い、夏の徴兵検査に不合格。1911年（明治44年）帰郷・結婚し、代用教員として勤務するかたわら、頃から西那須野の雲照寺に参禅し、釈戒光の感化を受け、「寒巌」の道号を与えられる。1918年（大正7年）同郷の南画家・富山香邨の仲介で日本南画会に入会 、1920年（大正9年）再上京し、同郷の関谷雲崖の紹介で 小室翠雲に入門する。1922年（大正11年）日本南画院に初入選。1924年（大正13年）日本南画院の院友に、1925年（大正14年）日本南画院の同人に推挙。
1926年（大正15年）頃から、小杉放菴や大山魯牛、小堀鞆音、荒井寛方らと交遊。
1929年（昭和4年）小杉放菴らが主宰した在京栃木県出身の画家集団「華厳社」に参加、同じく1932年（昭和7年）、『荘子』や『詩経』の研究会「老荘会」に参加する。
1935年（昭和10年）急性盲腸炎で入院、自宅療養中に帝国美術院展覧会で無鑑査に選出の報を聞く。
1936年（昭和11年）3月25日、盲腸炎で逝去、享年47 。多磨霊園に眠る。

## 作風
寒巌の画法の変遷をたどると、おおよそ三つの時期に分ける事ができる。
前期（1920年（大正9年）～1923年（大正12年））は、オーソドックスな南画 。次いで中期（1924年（大正13年）～1929年（昭和4年））頃は、それまでの南画の技法に、洋画の写実的描法や遠近法を取り入れ、代表作とされる風景画を次々と発表している。1930年（昭和5年）から晩年にかけては、中期の写実的姿勢が一層深まり、屏風や多くの仏画も手掛けている。
洋画的な技術をとり入れた中期以後の作品は“新南画”といわれる。

## 主な作品
| 作品名                     | 技法           | 形状・員数 | 寸法（縦x横cm）                     | 所有者         | 年代       | 出品展覧会         | 落款・印章 | 備考                                                                                                   |
| -------------------------- | -------------- | ---------- | ----------------------------------- | -------------- | ---------- | ------------------ | ---------- | --- |
| 日本橋浜町河岸             | キャンバス油彩 | 1面        | 41.1x27.4                           | 栃木県立美術館 | 1910年     |                    |            | 現存する寒巌唯一の油彩画。寒巌が所属したのは旧派系の太平洋画会だが、本作品は寧ろ新派の白馬会風である。 |
| 江郷夕照                   | 紙本著色       | 1幅        | 268.2x95.9                          | 栃木県立美術館 | 1921年     |                    |            | |
| 夕                         | 紙本墨画       |            | 112.2x70.8                          | 栃木県立美術館 | 1922年     | 第2回日本南画院展  |            | |
| 大正十二年大地震大火災之巻 | 紙本墨画       | 1巻        | 27.8x1036.0                         | 栃木県立美術館 | 1923年     |                    |            | |
| 松林・湖沼図               | 絹本著色       | 対額       | 松林：101.5x146.5 湖沼：102.5x147.0 | 栃木県立美術館 | 1924年     |                    |            | |
| 秋晴                       | 紙本著色       | 額1面      | 102.8x147.5                         | 栃木県立美術館 | 1925年     | 第11回日本南画会展 |            | |
| 煙雨                       | 紙本墨画       | 二曲一隻   | 168.9x172.0                         | 栃木県立美術館 | 1925年     | 第4回日本南画院展  |            | |
| 晩晴                       | 紙本墨画       | 二曲一隻   | 168.9x172.0                         | 上野記念館     | 1925年     | 第4回日本南画院展  |            | 元は《煙雨》と対で左隻に当たる。                                                                       |
| 山村暮秋                   | 紙本著色       | 対額       | 167.0x168.8（各）                   | 栃木県立美術館 | 1926年頃   |                    |            | |
| 晨                         | 紙本著色       | 1幅        | 96.5x78.5                           | 栃木県立美術館 | 1928年     | 第7回日本南画院展  |            | |
| 昏                         | 紙本著色       | 1幅        | 93.5x78.5                           | 栃木県立美術館 | 1928年     | 第7回日本南画院展  |            | |
| 踏断流水                   | 紙本著色       |            | 214.7x122.9                         | 栃木県立美術館 | 1929年     | 第8回日本南画院展  |            | |
| 蓬莱仙境                   | 絹本著色       | 1幅        | 154.0x56.0                          | 栃木県立美術館 | 1930年頃   |                    |            | |
| 松石不老図                 | 紙本著色       | 襖4面      | 168.5x85.0（各）                    | 栃木県立美術館 | 1932年     | 第11回日本南画院展 |            | |
| 子牛                       | 紙本金地著色   | 六曲一隻   | 170.0x366.0                         | 栃木県立美術館 | 1931年     | 第10回日本南画院展 |            | |
| 松石不老図                 | 紙本著色       | 4面        | 168.5x85.0（各）                    | 栃木県立美術館 | 1932年     | 第11回日本南画院展 |            | |
| 雪文                       | 紙本著色       | 六曲一双   | 170.0x366.0（各）                   | 栃木県立美術館 | 1933年     | 第12回日本南画院展 |            | |
| 永春                       | 紙本著色       | 六曲一双   | 170.0x366.0（各）                   | 栃木県立美術館 | 1934年     | 第13回日本南画院展 |            | |
| 世説新語                   | 紙本著色       |            | 38.5x46.8（各）                     | 栃木県立美術館 | 1934年     | 第13回日本南画院展 |            | |
| 釈迦牟尼仏                 | 紙本著色       |            | 152.6x92.0                          | 栃木県立美術館 | 1930年年代 |                    |            | |